# Blaue Lacke
Blaue Lacke és un llac de muntanya als Alps de l'Stubai. Es troba al nord-est del Wilder Pfaff (Cima del Prete, en italià), a 2.289 metres d'altitud, 500 metres al sud-oest de la Sulzenauhütte i 3 quilòmetres al nord de la frontera austro-italiana. S'alimenta de la glacera Sulzenauferner, una de les més grans dels Alps de l'Stubai, i es drena per una branca del Sulzenaubaches. Directament pel costat del llac passa el sender de Lübeck, que uneix la Sulzenauhütte amb el pic Aperer Freiger.